# Adriana Motti
Adriana Motti (Roma, 1924 – Firenze, 12 gennaio 2009) è stata una giornalista e traduttrice italiana.

## Biografia
Figlia di un avvocato di Roma, lavorò come giornalista per l'Avanti!. Nel 1949 tradusse la sua prima opera dall'inglese, Lo zio dinamite di P. G. Wodehouse pubblicata dall'editore Federico Elmo. Adriana Motti non conosceva bene l'inglese all'epoca della sua prima traduzione; ma il suo italiano era eccellente, rispettoso dei vari registri linguistici. Si legò poi alla casa editrice Einaudi, per cui lavorò negli anni 1950; dopo tre anni nell'ufficio stampa della Società Autostrade, nel 1961 tornò a lavorare come traduttrice per Einaudi, occupandosi de Il giovane Holden di Salinger. Motti fu per 23 anni vicina a Giacomo Debenedetti, fino alla di lui morte. Per la traduzione di Ehrengard di Blixen vinse il X Premio Monselice per la traduzione letteraria (1980).

## Opere

### Traduzioni
- P. G. Wodehouse, Lo zio dinamite, Milano, Elmo, 1949
- P. G. Wodehouse, Diario segreto, Milano, Elmo, 1952
- P. G. Wodehouse, I porci hanno le ali, Milano, Elmo, 1953
- H.G. Wells, Il terrore viene da Marte, Milano, Elmo, 1953
- Amos Tutuola, Il bevitore di vino di palma, Milano, Fratelli Bocca Editori, 1954
- P. G. Wodehouse, Chiamate Jeeves, Milano, Elmo, 1954
- Paul Radin, Fiabe africane, Torino, Einaudi, 1955
- P. G. Wodehouse, Tanto di cappello a Jeeves, Milano, Elmo, 1955
- Shikibu Murasaki, Storia di Genji il Principe splendente: Romanzo giapponese dell'XI secolo, trad. dall'edizione inglese a cura di Arthur Waley, Torino, Einaudi, 1957
- P. G. Wodehouse, Qualcosa di losco, Milano, Elmo, 1958
- Maude Hutchins, Diario d'amore, Torino, Einaudi, 1959
- Wu Cheng'en, Lo Scimmiotto, trad. dall'edizione inglese a cura di Arthur Waley, Torino, Einaudi, 1960; Milano, Adelphi, 1971
- J.D. Salinger, Il giovane Holden, Torino, Einaudi, 1961
- P. G. Wodehouse, Mister I. ci sa fare, Milano, Elmo, 1961
- Theodore Francis Powys, Gli occhi di Dio, Torino, Einaudi, 1962
- Edward Morgan Forster, Passaggio in India, Torino, Einaudi, 1962, 1978; Milano, Mondadori, 1967, 1981
- P. G. Wodehouse, Servizio espresso, Milano, Elmo, 1962
- Katherine Anne Porter, La nave dei folli, Torino, Einaudi, 1964
- Ivy Compton-Burnett, Madre e figlio, Torino, Einaudi, 1965
- H. G. Wells, La guerra dei mondi, Milano, Mursia, 1965
- Ivy Compton-Burnett, Un dio e i suoi doni, Torino, Einaudi, 1966
- James Stephens, La pentola dell'oro, Milano, Adelphi, 1969
- P. G. Wodehouse, I signori sono serviti, Milano, Elmo, 1970
- Jean Rhys, Il grande mare dei sargassi, Milano, Adelphi, 1971
- Nyogen Senzaki; Paul Reps (curatori), 101 storie zen, Milano, Adelphi, 1973
- William Henry Hudson, La Terra rossa, Milano, Adelphi, 1973
- William Butler Yeats, Una visione, Milano, Adelphi, 1973
- William Henry Hudson, Un mondo lontano, Milano, Adelphi, 1974
- Angus Wilson, Per chi suona la cloche: un album degli anni venti, Milano, Adelphi, 1974
- Gerald Durrell, La mia famiglia e altri animali, Milano, Adelphi, 1975
- Yoshida Kenkō; Donald Keene (a cura di), Momenti d'ozio, Milano, Adelphi, 1975
- Russell Hoban, La ricerca del leone, Milano, Adelphi, 1976
- P. G. Wodehouse, L'ArciJeeves: La gioia è col mattino, Sotto le fresche frasche, Chiamate Jeeves, Milano, Mondadori, 1976 (con G. Monicelli)
- Theodore Francis Powys, Gli dèi di Mr. Tasker, Milano, Adelphi, 1977
- P. G. Wodehouse, I maggiordomi rapinano le banche?, Milano, Mondadori, 1977
- P. G. Wodehouse, In compagnia di Henry, Milano, Mondadori, 1977
- Lillian Hellman, Pentimento e Il tempo dei furfanti, Milano, Adelphi, 1978
- Karen Blixen, Ehrengard, Milano, Adelphi, 1979
- P. G. Wodehouse, Jeeves taglia la corda, Milano, Mondadori, 1979
- Karen Blixen, Racconti d'inverno, Milano, Adelphi, 1980
- Colette, Il puro e l'impuro, Milano, Adelphi, 1980
- Russell Hoban, Il topo e suo figlio, Milano, Adelphi, 1981
- Karen Blixen, Ultimi racconti, Milano, Adelphi, 1982
- Amos Tutuola, La mia vita nel bosco degli spiriti, Milano, Adelphi, 1983
- Kenneth Grahame, L'età d'oro, Milano, Adelphi, 1984
- Mumon, La porta senza porta seguito da 10 Tori di Kakuan e da Trovare il centro, a cura di Nyogen Senzaki e Paul Reps, Milano, Adelphi, 1987
- David Garnett, Aspetti dell'amore, Milano, Adelphi, 1991
- Theodore Francis Powis, La gamba sinistra, Il Melangolo, 1995; Milano, Adelphi, 2019